# Disuguaglianza di Schur
In matematica la disuguaglianza di Schur stabilisce che per tutti i numeri {\displaystyle x,y,z\geq 0} e per un numero positivo t:
{\displaystyle x^{t}(x-y)(x-z)+y^{t}(y-z)(y-x)+z^{t}(z-x)(z-y)\geq 0}
con uguaglianza solo se x = y = z o se due di loro sono uguali e l'altro è zero. Quando t è un intero pari e positivo la disuguaglianza è valida per tutti i reali x, y e z.
Un generalizzazione di questa disuguaglianza è la seguente:
Siano dati tre reali positivi a, b, c. Se la tripla (a, b, c) e (x, y, z) sono ordinate con la stessa monotonia, allora vale la seguente disuguaglianza:
{\displaystyle a(x-y)(x-z)+b(y-z)(y-x)+c(z-x)(z-y)\geq 0}